# Potries
Potries település Spanyolországban, Valencia tartományban. Potries Ador, Beniflà, La Font d’en Carròs, Palma de Gandía és Villalonga községekkel határos. Lakosainak száma 1104 fő (2024).

## Népesség
A település népessége az utóbbi években az alábbiak szerint változott:
| Lakosok száma | 929  | 909  | 911  | 1028 | 1001 | 987  | 1013 | 1046 | 1075 | 1104 |
|               | 2001 | 2004 | 2007 | 2009 | 2012 | 2014 | 2017 | 2019 | 2022 | 2024 |